# Magnirostris
Magnirostris és un gènere de dinosaure ceratop que va viure al Cretaci superior (Campanià superior). Les seves restes fòssils s'han trobat a Mongòlia Interior, a la Xina. Es distingeix d'altres protoceratòpsids pel seu llarg bec i les banyes orbitals incipients.